# 三臭化窒素
三臭化窒素（さんしゅうかちっそ、英: nitrogen tribromide）は、化学式 NBr3 で表される窒素と臭素の化合物である。深赤色で揮発性のある固体で、純粋なものは爆発性がある。1975年までは、-100 °C以上で単離することができなかった。
最初は、ビストリメチルシリルブロマミンと一塩化臭素を-87 °Cで臭素化し、ジクロロメタンのアンモニア溶液に瞬時に反応させた。このほか、塩化窒素と臭化カリウムとの反応
{\displaystyle {\ce {NCl3\ + 3 KBr -> NBr3\ + 3KCl}}}
臭化アンモニウムと亜塩素酸ナトリウムと臭化鉄(III)との反応でも生成する。
{\displaystyle {\ce {NH4Br\ + NaClO2\ + 2FeBr3 -> NaCl\ + 2FeBr2\ + NBr3\ + 2H2O}}}